# Miara Hausdorffa
Miara Hausdorffa – rodzaj miary zewnętrznej, która przypisuje liczbę z zakresu {\displaystyle [0,\infty ]} do każdego zbioru w przestrzeni {\displaystyle \mathbb {R} ^{n}} lub, bardziej ogólnie, w dowolnej przestrzeni metrycznej. Zerowymiarowa miara Hausdorffa to liczba punktów w zbiorze (jeśli jest skończony) lub {\displaystyle \infty } jeśli jest nieskończony. Jednowymiarowa miara Hausdorffa zwykłej krzywej w {\displaystyle \mathbb {R} ^{n}} jest równa jej długości. Podobnie, dwuwymiarowa miara Hausdorffa mierzalnego podzbioru w {\displaystyle \mathbb {R} ^{2}} jest proporcjonalna do powierzchni tego zbioru. Stąd wynika, że miara Hausdorffa jest uogólnieniem wyliczenia, długości, powierzchni lub objętości. Istnieją {\displaystyle d}-wymiarowe miary Hausdorffa dla dowolnego {\displaystyle d\geqslant 0,} które niekoniecznie jest całkowite. Nazwa pojęcia pochodzi od nazwiska Feliksa Hausdorffa. Miary te są podstawowe w geometrycznej teorii miary. Pojawiają się one naturalnie w analizie harmonicznej lub teorii potencjału.

## Definicja formalna
Niech {\displaystyle (X,\rho )} będzie przestrzenią metryczną. Dla dowolnego podzbioru {\displaystyle U\subset X,} niech {\displaystyle \mathrm {diam} \;U} oznacza jego średnicę, to jest
{\displaystyle \mathrm {diam} \;U:=\sup\{\rho (x,y)|x,y\in U\},\quad \mathrm {diam} \;\emptyset :=0.}
Niech {\displaystyle S} będzie dowolnym podzbiorem {\displaystyle X,} a {\displaystyle \delta >0} liczbą rzeczywistą. Definiuje się
{\displaystyle H_{\delta }^{d}(S)=\inf \left\{\sum _{i=1}^{\infty }(\operatorname {diam} \;U_{i})^{d}:\bigcup _{i=1}^{\infty }U_{i}\supseteq S,\,\operatorname {diam} \;U_{i}<\delta \right\}.}
Należy zauważyć, że {\displaystyle H_{\delta }^{d}(S)} zmniejsza się monotoniczne wraz z wzrostem {\displaystyle \delta ,} gdyż im większe jest {\displaystyle \delta ,} tym więcej zestawów zbiorów jest dozwolonych, powodując, że infimum jest mniejsze. Zatem granica {\displaystyle \lim _{\delta \to 0}H_{\delta }^{d}(S)} istnieje, lecz może być nieskończona. Niech
{\displaystyle H^{d}(S):=\sup _{\delta >0}H_{\delta }^{d}(S)=\lim _{\delta \to 0}H_{\delta }^{d}(S).}
Można zauważyć, że {\displaystyle H^{d}(S)} jest miarą zewnętrzną. Nazywa się ją {\displaystyle d}-wymiarową miarą Hausdorffa z {\displaystyle S.}
Według powyższej definicji zbiory pokrywające są dowolne. Jednak mogą one być otwarte lub zamknięte, a i tak wywołają taką samą miarę, mimo że przybliżenia {\displaystyle H_{\delta }^{d}(S)} mogą się różnić.

## Własności
Jeśli {\displaystyle d} jest dodatnią liczbą całkowitą, {\displaystyle d} wymiarowa miara Hausdorffa w {\displaystyle \mathbb {R} ^{d}} jest przeskalowaną typową {\displaystyle d}-wymiarową miarą Lebesgue’a {\displaystyle \lambda _{d},} która jest znormalizowana w taki sposób, że miara kostki jednostkowej {\displaystyle [0,1]^{d}} wynosi 1. Istotnie, dla dowolnego zbioru borelowskiego {\displaystyle E}
{\displaystyle \lambda _{d}(E)=2^{-d}\alpha _{d}H^{d}(E),}
gdzie {\displaystyle \alpha _{d}} to objętość hiperkuli jednostkowej
{\displaystyle \alpha _{d}={\frac {\pi ^{d/2}}{\Gamma ({\frac {d}{2}}+1)}}.}
Powyższy wzór upraszcza się do
{\displaystyle \lambda _{d}(E)=\beta _{d}H^{d}(E),}
gdzie {\displaystyle \beta _{d}} jest objętością hiperkuli o jednostkowej średnicy.
Uwaga: spotyka się też definicje miary Hausdorffa unormowane w taki sposób aby odpowiadały one dokładnie miarom Lebesgue’a stosownie do całkowitego wymiaru {\displaystyle d} przestrzeni euklidesowej.

## Związek z wymiarem Hausdorffa
Jedna z kilku możliwych równoważnych definicji wymiaru Hausdorffa to
{\displaystyle \dim _{\mathrm {Haus} }(S)=\inf\{d\geqslant 0:H^{d}(S)=0\}=\sup \left(\{d\geqslant 0:H^{d}(S)=\infty \}\cup \{0\}\right),}
gdzie przyjmuje się
{\displaystyle \inf \emptyset =\infty .}

## Literatura dodatkowa
- Edward Szpilrajn. La dimension et la mesure. „Fundamenta Mathematicae”. 28, s. 81–89, 1937. (fr.).